# Селезньов Олександр Іванович
Олександр Іванович Селезньов (14 серпня 1934, село Валуй Будьонновського району Воронезької області, тепер Красногвардійського району Бєлгородської області, Росія) — радянський і російський державний діяч, 1-й секретар Курського обласного комітету КПРС, заступник голови Агропромислового союзу Росії. Народний депутат СРСР у 1989—1991 роках.

## Життєпис
У 1949 році закінчив Валуйську семирічну школу Будьонновського району. З 1949 по 1953 рік навчався в Конь-Колодезському зооветеринарному технікумі (тепер Липецької області).
У 1953—1958 роках — студент Воронезького державного зоотехнічно-ветеринарного інституту.
У 1958—1964 роках — головний ветеринарний лікар, 1-й заступник директора радгоспу «Биковський» Краснянського району Бєлгородської області.
Член КПРС з 1961 року.
У 1964—1969 роках — начальник Красногвардійського районного виробничого управління сільського господарства Бєлгородської області.
У 1969—1974 роках — 1-й секретар Вейделевського районного комітету КПРС Бєлгородської області.
У 1974—1976 роках — завідувач відділу організаційно-партійної роботи Бєлгородського обласного комітету КПРС.
Закінчив заочну Вищу партійну школу при ЦК КПРС.
У 1976—1984 роках — інструктор відділу організаційно-партійної роботи ЦК КПРС.
У 1984—1986 роках — секретар Північно-Осетинського обласного комітету КПРС.
У 1986—1988 роках — завідувач сектора відділу організаційно-партійної роботи ЦК КПРС.
9 січня 1988 — 23 серпня 1991 року — 1-й секретар Курського обласного комітету КПРС.
Одночасно у квітні 1990 — 1991 року — голова Курської обласної ради народних депутатів.
У жовтні 1991 — січні 1994 року — заступник начальника Головної територіальної інспекції, заступник начальника Головного територіального управління Міністерства сільського господарства Російської Федерації. З січня 1994 року — начальник Головного управління взаємодії підприємств Міністерства сільськогосподарської продукції Російської Федерації.
З 1999 року — заступник голови Агропромислового союзу Росії в місті Москві.

## Нагороди і звання
- орден Трудового Червоного Прапора
- два ордени «Знак Пошани»
- медаль «За доблесну працю. В ознаменування 100-річчя з дня народження Володимира Ілліча Леніна» (1970)
- медаль «50 років перемоги у Великій Вітчизняній війні 1941—1945 років» (1995)
- медаль «Лауреат ВВЦ» (1996)
- медаль «В память 850-ліття Москви» (1997)
- медаль «За заслуги перед Землею Бєлгородською» I ст. (2003)
- медаль «50 років початку освоєння цілинних земель» (2004)
- золота медаль «За внесок в розвиток агропромислового комплексу Росії» (2004)
- медалі
- Почесний громадянин Красногвардійського району Бєлгородської області (30.08.2005)